# Major carrier

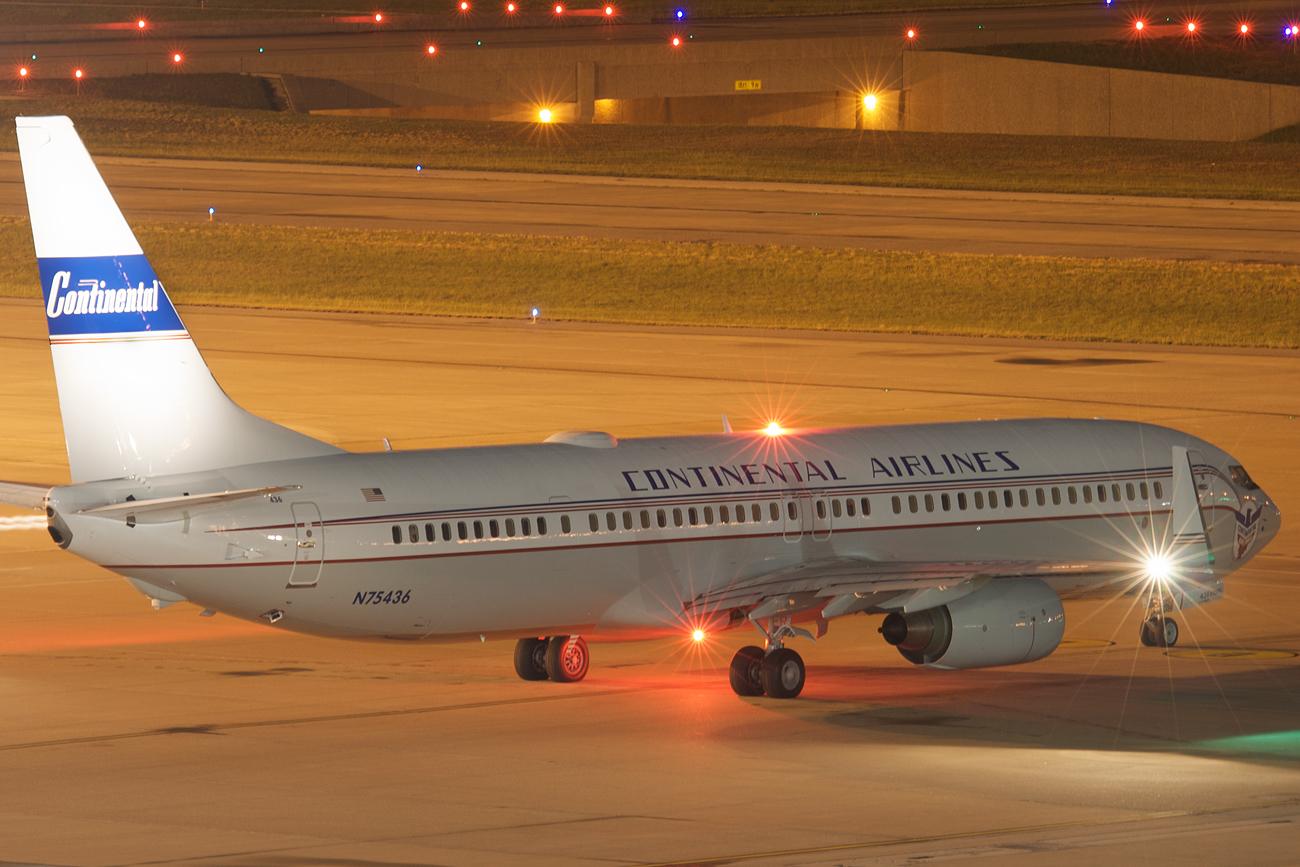
En special målad Boeing 737-800 från Continental Airlines på George Bush Intercontinental Airport

Major carrier (Svenska: Större transportföretag) eller major airline carrier (Svenska: Större flygbolag) är en beteckning som ges av United States Department of Transportation till USA-baserade bolag som noterar mer än 1 miljard US dollar i intäkter under ett räkenskapsår.
Under 2010, var Major carrier följande :
- ABX Air
- AirTran Airways
- Alaska Airlines
- American Airlines
- American Eagle Airlines
- Atlantic Southeast Airlines
- Atlas Air
- Comair
- Continental Airlines
- Delta Air Lines
- FedEx Express
- Frontier Airlines
- Hawaiian Airlines
- JetBlue Airways
- Northwest Airlines
- SkyWest Airlines
- Southwest Airlines
- United Airlines
- UPS Airlines
- US Airways
- World Airways